# Famille Roussel de Courcy
La famille Roussel de Courcy est une famille subsistance de la noblesse française, originaire de Paris  dont la filiation remonte à Jacques Roussel († 1672), épicier et bourgeois de Paris. La famille Roussel donna deux branches : Roussel de La Celle, conseiller-secrétaire du roi en 1751 (éteinte) et Roussel de Courcy, anoblie en 1745 et titrée marquis de Courcy en 1751.

## Histoire
Cette famille remonte sa filiation à Jacques Roussel († 1672), bourgeois de Paris, marchand épicier - au sens de marchand d’épices grossiste - dans le quartier des Halles, marguiller de l'église Saint-Eustache et consul de Paris. Marié en 1630 à Marie Pellegrin, il en aura deux fils : Jacques, marchand épicier et Louis-François, avocat en parlement et greffier en chef du domaine. 

### Branche de La Celle
Jacques II Roussel (1640-1710), bourgeois de Paris, marchand épicier, épouse en février 1672 Marthe Gellée (vers 1655 - après 1710), d’une riche famille marchande de la paroisse St-Eustache. Ses trois filles se marient dans la haute bourgeoisie anoblie par charges (Orry, Duplat et Collé. 
Jacques III Roussel (1672-1752), notaire au Châtelet (1703-1734), place Dauphine, et payeur des rentes de l’hôtel de ville (1708), échevin de Paris (1721), épouse en 1705 Madeleine Masson (vers 1685-1752) dont le frère Jean-François Masson est fermier général.
Leur fils Jacques-Jérémie Roussel de la Celle (1712-1776), écuyer, seigneur de la Celle et de Rocquencourt (1750), fermier général (1735-1768), richissime, achète une charge de conseiller secrétaire du roi (1751) et acquiert le château de La Celle. Marié en 1735 avec Marie Anne Mareschal de Bièvre (1715 - 1761), fille de Georges Louis, fermier général. Fondateur avec Madame de Pompadour de la manufacture royale de porcelaine de Sèvres, Roussel de La Celle se retire des affaires en 1768, au bord de la faillite.

### Branche de Courcy
François Roussel (vers 1655 - 1696), bourgeois de Paris, avocat au Parlement, greffier en chef de la Chambre du Domaine, épouse en juin 1690, Marie Anne Barbou (+ après 1720), fille de François (vers 1659 + 1692), trésorier payeur des rentes de l’Hôtel de Ville et conseiller secrétaire du roi, et sœur de François Barbou (+ 1732), trésorier payeur des rentes, charge qu’il revend 260.000 Livres en 1732.
Son fils, Jacques-Louis- François Roussel de Bouillancourt (1692-mars 1761), avocat en Parlement (vers 1713), inspecteur des finances en la généralité de Paris, receveur général alternatif et mitriennal de la généralité de Soissons (1719), puis conseiller au Parlement de Paris et commissaire aux requêtes du palais, acquiert la baronnie de Courcy en 1715, la seigneuries de Bouillancourt en 1740 et dans les années 1730 celles d’Espourdon et de Mémillon, la baronnie de Claireau et la seigneurie de Sully-la-Chapelle (1733). Il est anobli en 1745,,,, et créé marquis de Courcy,,,, par lettres patentes de mars 1751.
Son fils aîné, Louis-François Roussel de Bouillancourt colonel de cavalerie, obtient une charge de maréchal général des logis en 1745 (finance de 60,000 livres) et une pension de 1,300 livres pour blessures reçues en Flandre en juin 1746 à Ramillies. Il meurt en 1750 des suites de ses blessures,
Son fils cadet, Michel François Roussel d’Espourdon (1729-791), 2e marquis de Courcy (1761), est capitaine dès 18 ans, colonel d’infanterie à 19 ans (1749), propriétaire du régiment de Quercy (1753-1761), puis maréchal de camp à 31 ans (1761), lieutenant du roi en la ville et château de Foix, et chevalier de l'ordre de Saint-Louis. Marié en 1757 à sa cousine Marguerite Roussel de La Celle (née en 1739), fille du fermier général, dotée de 400 000 livres.
Leur fils Jean-Baptiste Roussel d’Espourdon (1765-1831), 3e marquis de Courcy (1791), officier des armées du roi, châtelain de Claireau, maire de Sully-la-Chapelle, épouse en octobre 1789 à Orléans Adélaïde Laisné de Saint-Péravy (1771-1851), fille de Joseph (1728 - 1792), officier de cavalerie, et d’Adélaïde Baguenault de Puchesse (1730 - 1797). La lignée des marquis de Courcy, qui subsiste, descend de ce ménage.

## Noblesse
La famille Roussel de Courcy est anoblie en 1745,,,(par lettres patentes selon Philippe du Puy de Clinchamps) et titrée marquis de Courcy, ,, en mars 1751. Selon  Charles Emmanuel Joseph Poplimont, Jacques-Louis- François Roussel aurait obtenu l'érection de ses terres en marquisat de Courcy en récompense des services rendus par son fils aîné, mort des blessures qu'il avait reçues à la bataille de Fontenoy.

## Personnalités
- Jacques Jérémie Roussel de La Celle (1712-1776), fermier général (1735 - 1768), fondateur de la manufacture de Sèvres,
- Jacques-Louis-Françoi Roussel (1692-1761), financier, conseiller au Parlement de Paris, marquis de Courcy en 1751.
- Louis François Roussel de Bouillancourt (1727-1748), mestre de camp de cavalerie et maréchal général des logis sous le Maréchal de Saxe à 18 ans (1745), présent à la bataille de Fontenoy,
- Michel François Roussel d’Espourdon (1729-1791), 2e marquis de Courcy, maréchal de camp (1761),
- Henri Roussel de Courcy (1827-1887), général de division (1878), puis de corps d'armée (1881), résident général en Indochine (1885-1886).
- René de Courcy (1827-1908), diplomate et écrivain, en poste en Chine (1851-1858).